# Okrajno sodišče v Žalcu
Okrajno sodišče v Žalcu je okrajno sodišče Republike Slovenije s sedežem v Žalcu, ki spada pod Okrožno sodišče v Celju Višjega sodišča v Celju. Trenutna predsednica (2007) je Milena Lesjak Tratnik.